# Baslow
Baslow – wieś w środkowej Anglii (Wielka Brytania), w hrabstwie Derbyshire, w dystrykcie Derbyshire Dales. Leży nad rzeką Derwent, w granicach Parku Narodowego Peak District, 38 km na północ od miasta Derby i 219 km na północny zachód od Londynu.
Nieopodal znajduje się rezydencja arystokratyczna Chatsworth House.